# NGC 2031
NGC 2031 (другое обозначение — ESO 56-SC153) — рассеянное скопление в созвездии Столовая Гора.
Этот объект входит в число перечисленных в оригинальной редакции «Нового общего каталога».
NGC 2031 похоже на рассеянное скопление NGC 1866. Возраст NGC 2031 составляет 140±20 миллионов лет.